# Municipio de Turtle River (Minnesota)
El municipio de Turtle River (en inglés: Turtle River Township) es un municipio ubicado en el condado de Beltrami en el estado estadounidense de Minnesota. En el año 2010 tenía una población de 1085 habitantes y una densidad poblacional de 11,67 personas por km².

## Geografía
El municipio de Turtle River se encuentra ubicado en las coordenadas 47°31′48″N 94°44′9″O / 47.53000, -94.73583. Según la Oficina del Censo de los Estados Unidos, el municipio tiene una superficie total de 93.01 km², de la cual 81,38 km² corresponden a tierra firme y (12,5 %) 11,63 km² es agua.

## Demografía
Según el censo de 2010, había 1085 personas residiendo en el municipio de Turtle River. La densidad de población era de 11,67 hab./km². De los 1085 habitantes, el municipio de Turtle River estaba compuesto por el 93,64 % blancos, el 0,46 % eran afroamericanos, el 3,5 % eran amerindios, el 0,74 % eran asiáticos, el 0,18 % eran de otras razas y el 1,47 % eran de una mezcla de razas. Del total de la población el 0,92 % eran hispanos o latinos de cualquier raza.